# パンチェン・ラマ9世
パンチェン・ラマ9世、トゥプテン・チューキ・ニマ師（蔵: thub bstan chos kyi nyi ma、1883年 - 1937年6月23日、在位1888年 - 1937年）は、第9代のパンチェン・ラマである。清帝国チベット出身。チベット人。

## パンチェン・ラマ
パンチェン・ラマ8世の転生霊童として認定され、1888年の1月にパンチェン・ラマ9世に就位した。チベットの宗主国である清朝はこれを祝い白銀を贈呈した。
フランシス・ヤングハズバンド率いるイギリス帝国軍がチベットを1903年に侵略すると、1905年にイギリス帝国インド領を訪問。1911年には清朝がイギリス帝国軍に反撃するのをチベット第一の都市であるラサ市で協力した。
ダライ・ラマ13世がロシア帝国（ロマノフ朝）やイギリス帝国に接近したのに対して、政治的に対立していたパンチェン・ラマ9世は宗主国である清朝を頼った。辛亥革命で清が滅亡し、イギリス帝国の支援を受けたダライ・ラマ13世との権力闘争に敗れると、最終的には1923年に中華民国に亡命した。
1933年にダライ・ラマ13世が入寂すると中華民国はチベットへの影響力を強めるためにもパンチェン・ラマ9世をラサへの還御を画策するが、それが実現しないまま1937年6月23日に青海省玉樹で入寂。

## 弥勒仏像
タシルンポ寺の大弥勒殿には、パンチェン・ラマ9世が主宰して製作した弥勒仏像（高さ26.2m）があり、これは世界最大の銅製の坐仏像である。